# Rafael da Silva
Rafael da Silva (São Paulo, 4 de abril de 1992), mais conhecido como Rafa Silva, é um futebolista brasileiro que atua como atacante. Atualmente, está sem clube. 

## Carreira

### Cruzeiro
No dia 26 de Outubro de 2024, valendo pela 31ª rodada do Brasileirão, Rafael foi expulso aos 17 segundos de jogo do Cruzeiro contra o Athletico Paranaense, acertando uma cotovelada em Kaique Rocha. O jogador foi denunciado no Artigo 254-A do CBJD (Código Brasileiro de Justiça Desportiva), que diz sobre praticar agressão física durante uma partida, e corria risco de pegar até 12 jogos de gancho, mas a punição foi diminuída por 4 jogos.

## Títulos
Coritiba
- Campeonato Paranaense: 2012, 2013

Urawa Red Diamonds
- Copa Suruga Bank: 2017
- Liga dos Campeões da AFC: 2017

Cruzeiro
- Campeonato Brasileiro - Série B: 2022